# Der Verdammte der Inseln (Film)
Der Verdammte der Inseln ist ein britischer Abenteuerfilm aus dem Jahr 1951 „über Treulosigkeit und Verrat“, gestaltet nach dem gleichnamigen Roman von Joseph Conrad. In „der Geschichte von einem ebenso nutzlosen wie undankbaren Tunichtgut“ spielt Ralph Richardson unter der Regie von Carol Reed den „herrischen aber allzeit gerechten Handelsherrn Lingard“. Sein Gegenspieler ist Trevor Howard in der Rolle „eines hinterhältigen, nichtsnutzigen Feiglings und Charakterschweins“ namens Peter Willems.

## Handlung
In der Inselwelt zwischen der Malaiischen Halbinsel und Indonesien zur ausgehenden Kolonialzeit.
Peter Willems ist ein in jeder Hinsicht Gescheiterter. Wann immer der Hasardeur etwas anpackt, steht sein eigenes Ego, seine mangelnde Ehrlichkeit und seine Unfähigkeit, mit Disziplin und Fleiß etwas auf die Beine zu stellen, ihm im Weg. So musste er unlängst Hals über Kopf aus Singapur fliehen, weil dort seine Betrügereien die Polizei auf den Plan gerufen hat. Gestrandet an einer abgelegenen Insel, erhofft Willems Hilfe vom erfolgreichen und überaus korrekten Handelskapitän Lingard, der einen ausgezeichneten Ruf besitzt. Lingard hatte Willems als zwölfjährigen Jungen kennen gelernt und fühlt sich, obwohl ihm seine innere Stimme etwas anderes sagt, verpflichtet, dem Landsmann noch einmal unter die Arme zu greifen. Er nimmt Willems auf sein Schiff mit und zeigt ihm die Route im Küstengebiet von Batam, die als außerordentlich schwer zu navigieren gilt. Am dortigen Handelsplatz vertritt Lingards bulliger Schwiegersohn Elmer Almeyer den Kapitän und kümmert sich um dessen Geschäfte. Als Lingard Almeyer darum bittet, Willems unter seine Fittiche zu nehmen, ist dieser von Anbeginn wenig begeistert.
Almeyers Misstrauen gegenüber dem faulen und charakterschwachen Willems soll sich rasch als richtig erweisen. Kaum dass Lingard zu neuen Fahrten davongesegelt ist, missbraucht Willems Lingards Vertrauensvorschuss aufs Gröbste: Er ist faul, beginnt Streit mit Almeyer, den er öffentlich demütigt und schließlich sogar auszubooten versucht. Willems will rasch hoch hinaus, ohne dafür etwas zu leisten. Zu allem Überfluss verführt er auch noch Aissa, die Tochter des Eingeborenenhäuptlings. Als Gipfel seines Undanks gegenüber seinem Gönner verrät Willems auch noch Lingards streng geheime Navigationsroute durch die Inseluntiefen an den schärfsten Konkurrenten auf der Insel. Als Lingard zurückkehrt, ist dieser äußerst aufgebracht über Willems’ Verhalten und dessen Treulosigkeit. Auch die Insulaner haben den Verhassten ausgestoßen, zu viel Schande hat sein ehrloses Verhalten über Ort und Bewohner gebracht. Kapitän Lingard lässt sein Protegé enttäuscht fallen, und dieser verkommt daraufhin, mit seiner heißblütigen Braut Aissa an seiner Seite, mehr und mehr. Die beiden in einer Art Hassliebe aneinander geketteten Ausgestoßenen versuchen sich abseits der Siedlungen eine eigene Existenz aufzubauen. Eines Tages kommt ein gewaltiger Sturm auf, der vor allem Willems und Aissa schutzlos trifft …

## Produktionsnotizen
Der Verdammte der Inseln wurde ab November 1950 bis in das Folgejahr hinein in der wenige Jahre zuvor in die Unabhängigkeit entlassenen, ehemals britischen Kolonie Ceylon gedreht. Die Atelieraufnahmen entstanden in den Shepperton Studios nahe London. Die Uraufführung fand am 15. November 1951 in der Bundesrepublik Deutschland statt. Weitere nationale Premieren bis Ende Februar erfolgten in Schweden, Dänemark, Österreich und Frankreich. Erst am 25. Februar 1952 konnte auch das britische Publikum Der Verdammte der Inseln sehen.
Die Filmbauten stammen von Vincent Korda, die Kostüme von Ivy Baker. Nachmals berühmte Kameraleute waren an diesem Streifen gleichfalls beteiligt: Ted Moore war einfacher Kameramann, Freddie Francis und Gerry Fisher assistierten Ted Scaife. Der spätere Bond-Regisseur Guy Hamilton (Goldfinger, Diamantenfieber) war Reeds Regieassistent. Hauptdarstellerin Kerima, eine gebürgte Französin, die hier die rassige und als „sündig“-weibliche Verlockung Willems in das Verderben stürzende Aissa verkörperte, gab in Der Verdammte der Inseln ihren Einstand vor der Kamera. Bei der fünfjährigen Annabel Morley handelte es sich um die Tochter Robert Morleys. Sie spielt auch im Film seine Tochter.
Mit seinen Hauptdarstellern Richardson und Howard hatte Reed kurz zuvor bereits sehr erfolgreich zusammengearbeitet. In dem Familienmelodram Kleines Herz in Not (1948) spielte Richardson die Hauptrolle, und Howard verkörperte in dem Klassiker Der dritte Mann (1949) den britischen Besatzungsoffizier in Wien, Major Calloway.

## Kritiken
„‚Dritter Mann‘-Regisseur Carol Reed drehte auf Ceylon erotisch brisante südliche Ballade nach Joseph Conrads Roman vom feigen Weißen und seinem Liebe – Haß – Verhältnis zur eingeborenen Fürstentochter (SPIEGEL Nr. 47/1950). Malaische Venus Aissa (Kerima) liebt, schaut, schreitet, aber sagt kein Wort und läßt Frage offen, ob sie mehr als ein kostbares Exemplar einer alten Araberrasse ist. Als weißer Schurke glänzt Trevor Howard. Kamera musiziert mit Licht und Schatten, Charakterköpfe der Eingeborenen wirken wie lebendige Rembrandt-Skizzen. Mit Abstrichen von den durch Vorschußlorbeeren überspannten Erwartungen immer noch einer der stärksten Filme der Saison, wenn auch kein ‚Dritter Mann‘.“

„Es ist danach kaum zu begreifen, daß Conrad kaum je zuvor verfilmt worden ist, denn auch die entzauberten Bilder von den Inseln der Südsee und ihren Bewohnern, die der berühmte Erzähler so kühl und unbestechlich ausbreitet, hat Reed fern allem üblichen exotischen Zauber und doch mit aller südlichen Schönheit festgehalten, und es ist ihm dabei bewundernswert gelungen, das epische Werk in eine dramatische Bildsprache zu übersetzen. (…) Finden wir uns aber endgültig damit ab, daß der Film nur eine schwache Interpretation eines literarischen Werkes sein kann und vergessen wir möglichst, daß wir Conrad gelesen haben, so ist dieser kluge und hart erarbeitete Film noch voller Reize, wenn er auch keinen Vergleich mit dem ‚Dritten Mann‘, dem letzten großen Wurf Reeds aushält.“

„Sein schmutziges Elend wurde nicht vom üblichen Hollywood-Überschwang verblendet.“

„Der kraftvollste Film, der je in diesem Land hergestellt wurde.“

„Das Drehbuch wird derart vom Erzählstil überragt, dass die Charaktere und ihre Beziehungen zueinander sich nicht herausschälen können … während die Handhabung oft intelligent und geistreich ist und ihre effektreichen Momente hat.“

„Fesselnde Adaption von Joseph Conrads Geschichte (…) Durchgehend gute Leistung.“

Paimann’s Filmlisten resümierte: „Einmal ein realistischer Südseefilm, der von dem original aufgenommenen Hintergrund (Ceylon, Borneo) seine prägnant verkörperten Charaktere und (Eingeborenen-) Randfiguren plastisch herausarbeitet, auch die Schattenseiten des ‚Traumlandes‘ zeigt und seine Probleme wenigstens anschneidet: nicht romantisch und behaglich, doch interessant. Ausgedehnter, zuweilen etwas pathetischer Dialog.“

„Ein interessanter aber nicht vollkommen erfolgreicher Versuch der Dramatisierung einer komplexen Charakterstudie.“

„In seinen typischen Filmen schildert Reed das Schicksal von Ausgestoßenen, Einsamen, Verfolgten. Seine Helden geraten ins Zwielicht, werden schuldlos schuldig und sind sich selbst und ihrer Taten nicht mehr sicher. Dieses Zwielicht hat Reed mit raffinierten Lichteffekten auch optischen eindrucksvoll gestaltet. Und Spannung entsteht bei ihm häufig aus einer dichten atmosphärischen Schilderung, die den Helden mit geheimnisvollen Bedrohungen umstellt.“

„Psychologisch vertiefte, kompositorisch meisterhafte Verfilmung eines frühen Romans von Joseph Conrad.“